# دير فارلام

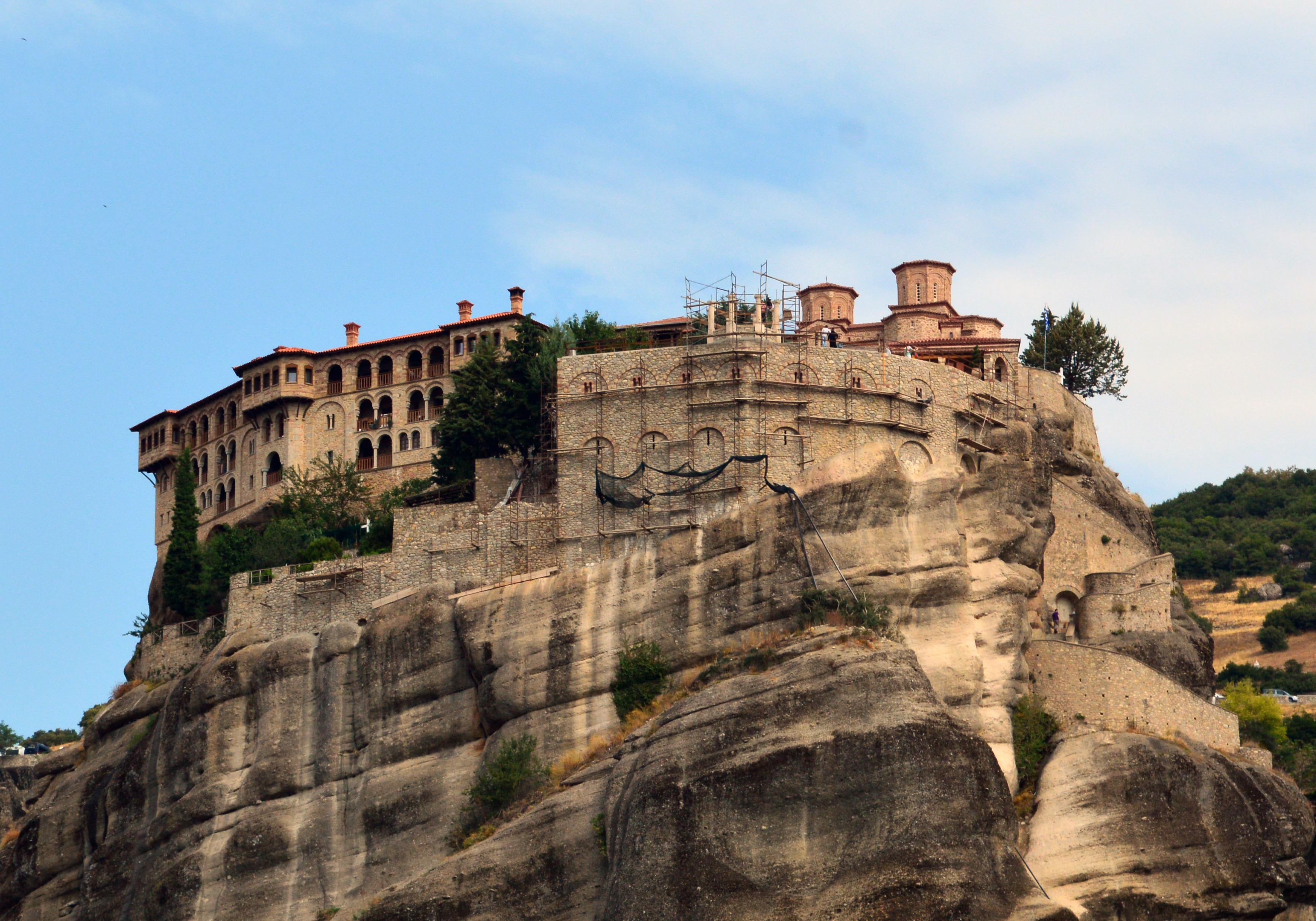
دير فارلام ، ميتيورا، اليونان.

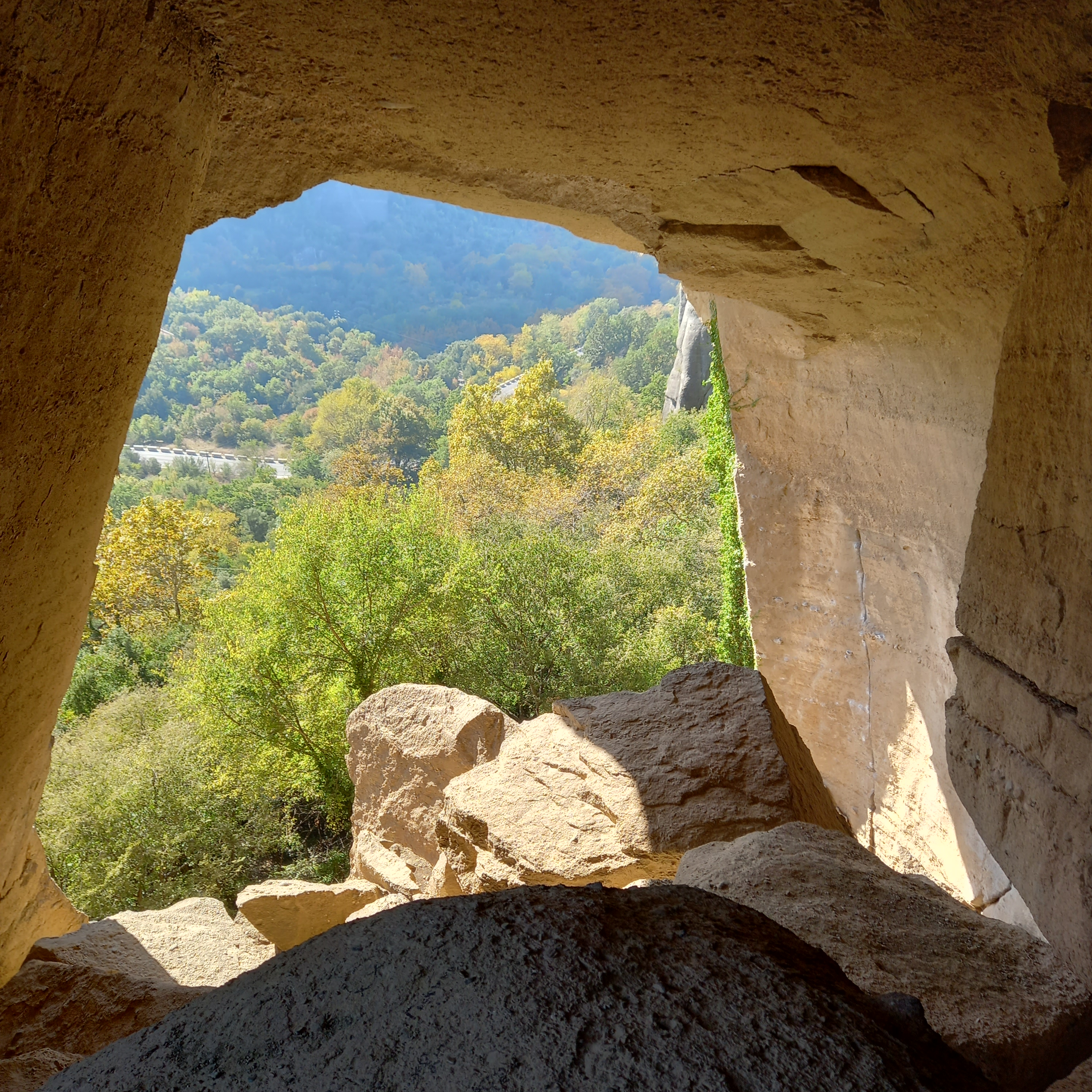
كهف التنين (دراكوسبيليا) تحت صخرة فارلام

دير القديس فارلام ( اليونانية: Μονή Βαρλαάμ ) هو دير أرثوذكسي شرقي وهو جزء من مجمع دير ميتيورا في ثيساليا ، وسط اليونان .  يقع على قمة جرف صخري  يبلغ ارتفاعه 373 مترًا فوق قاع الوادي.  تأسس سنة 1517م.
كهف التنين ( اليونانية: Δρακοσπηλιά، رومنة: Drakospiliá ) يقع إلى الجنوب، أسفل الدير. 

## اقرأ أيضا
- دير الثالوث المقدس

## روابط خارجية
قالب:Meteora

## اقرأ أيضا
- ميتيورا